# Neoclytus fraterculus
Neoclytus fraterculus är en skalbaggsart som beskrevs av Martins och Maria Helena M. Galileo 2008. Neoclytus fraterculus ingår i släktet Neoclytus och familjen långhorningar.
Artens utbredningsområde är Venezuela. Inga underarter finns listade i Catalogue of Life.